# Transeuropa Compañía de Aviación
Transeuropa (offiziell Transeuropa Compañía de Aviación) war eine auf dem Flughafen Palma de Mallorca beheimatete spanische Charterfluggesellschaft mit Geschäftssitz in Madrid. Das Unternehmen hat seinen Betrieb im Jahr 1982 eingestellt.

## Geschichte

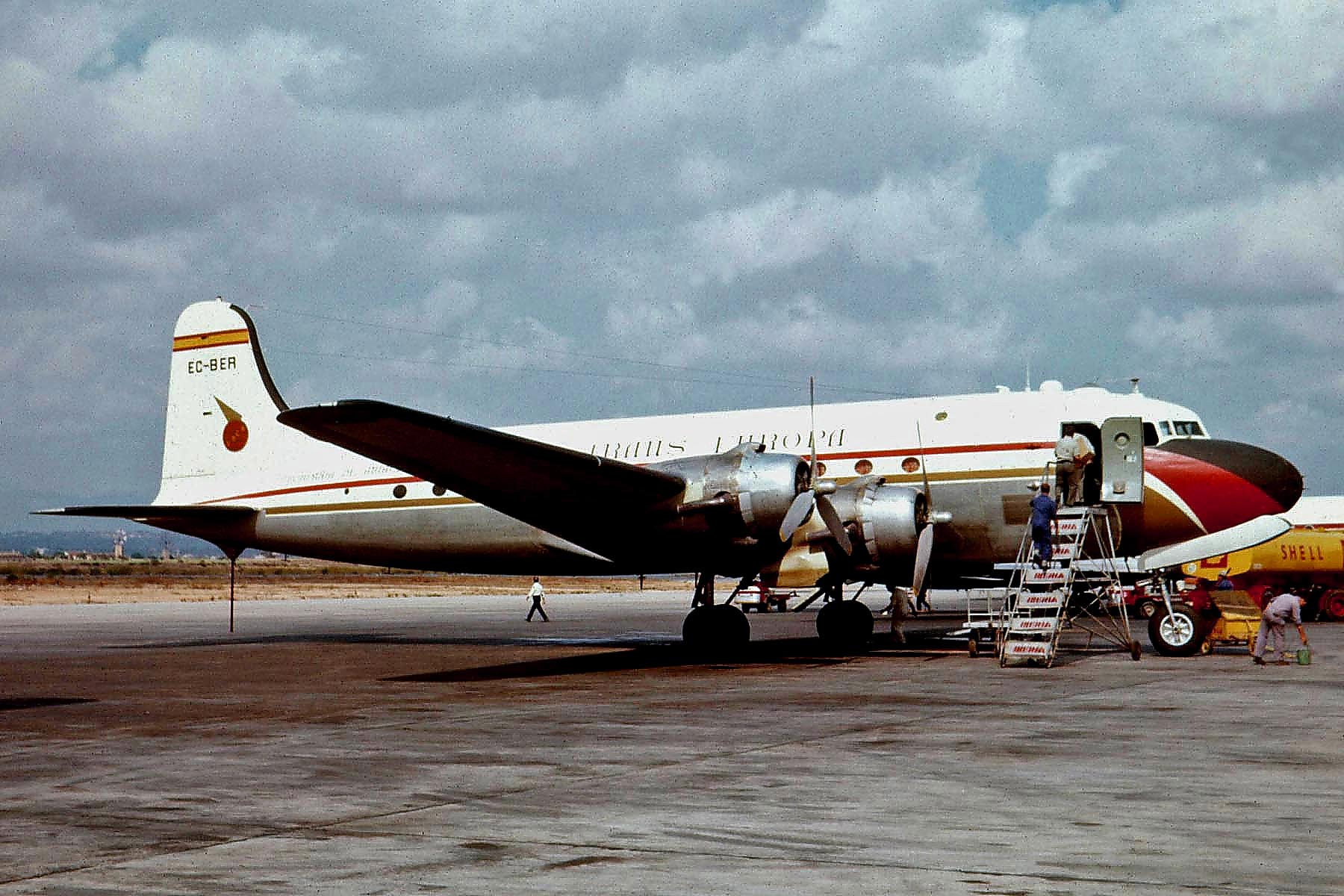
Douglas DC-4 der Transeuropa, Palma 1967

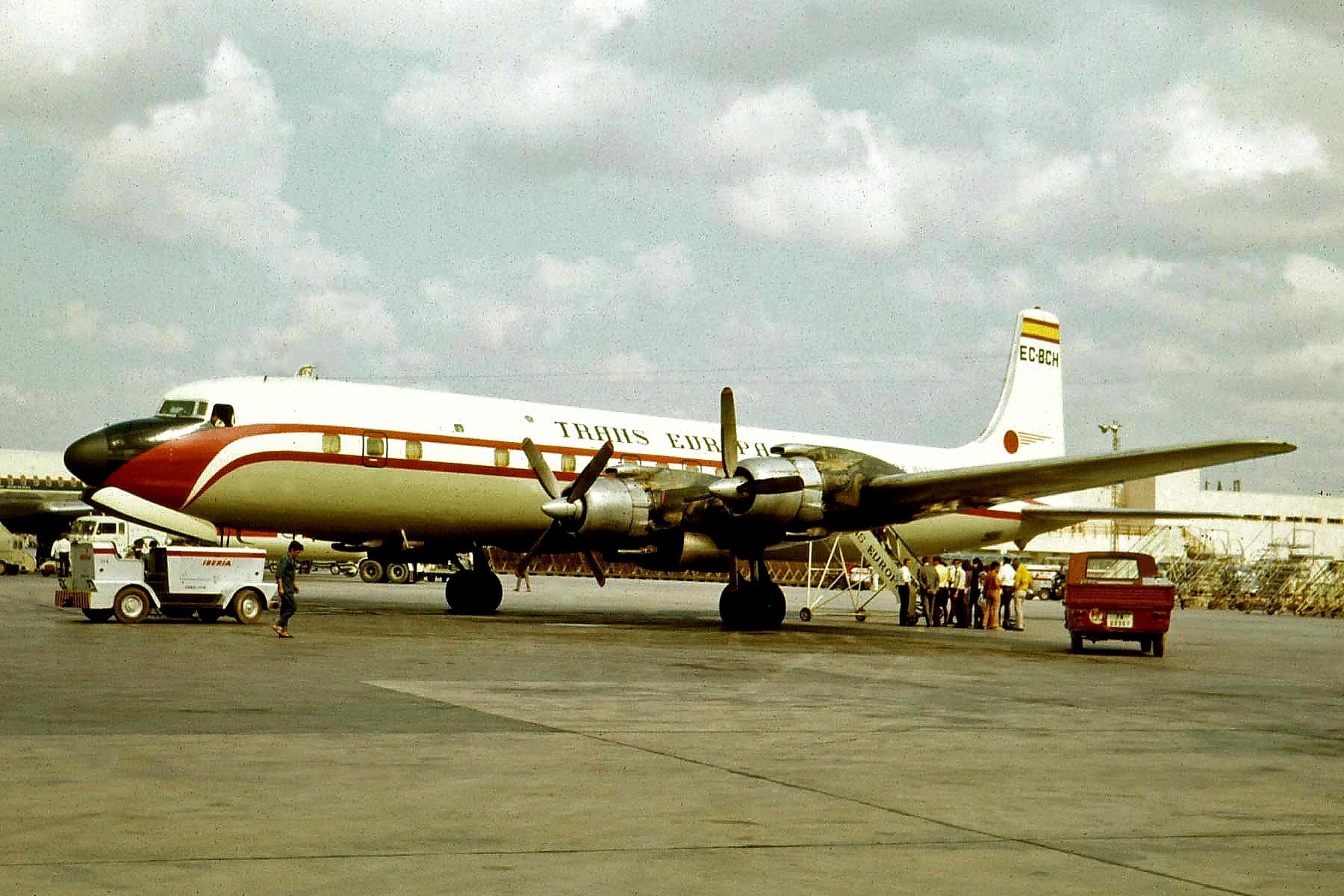
Douglas DC-7 der Transeuropa, Palma 1967

Transeuropa wurde im Juli 1965 in Madrid mit Beteiligung der spanischen Fluggesellschaften Iberia und Aviaco als Trans Europa Compañía de Aviación (TECA) gegründet. Im September desselben Jahres wurden erste Gelegenheitsdienste (Ad-hoc-Charter) mit einer Douglas DC-7 durchgeführt. Nachdem die Gesellschaft Anfang 1966 langfristige Charterverträge mit mehreren Reiseveranstaltern abschließen konnte, wurden insgesamt drei Maschinen dieses Typs betrieben. Zusätzlich erwarb das Unternehmen je zwei Douglas DC-4 und Douglas C-54, die bis 1973 im innerspanischen Frachtverkehr zum Einsatz kamen.
Im Zeitraum vom Juli 1969 bis Februar 1970 erhielt Transeuropa drei werksneue Düsenflugzeuge des Typs Sud Aviation Caravelle. Die ersten zwei Maschinen (Kennzeichen: EC-BRX und EC-BRY) wurden unmittelbar nach ihrer Auslieferung langfristig an Iberia vermietet. Die dritte Caravelle (EC-BRJ) setzte Transeuropa in eigenen Farben auf IT-Charterflügen überwiegend nach Großbritannien und Westdeutschland ein. Im Jahr 1974 bekam die Gesellschaft ihre vermieteten Flugzeuge zurück und musterte die letzte Douglas DC-7C aus. In den Folgejahren wurde die reine Caravelle-Flotte schrittweise mit gebrauchten Maschinen aufgestockt. Die Maximalzahl war 1979 erreicht, als bis zu sieben Maschinen dieses Typs gleichzeitig eingesetzt wurden. Im selben Jahr erhielt die Gesellschaft ihre ersten Propellerflugzeuge des Typs Fokker F-27. Transeuropa übernahm insgesamt sechs Fokker F-27-600 und setzte diese im Auftrag von Aviaco auf deren nationalen Liniennetz sowie im Pendelverkehr zwischen den einzelnen Kanarischen Inseln ein. 
Anfang der 1980er-Jahre geriet Transeuropa aufgrund einer zu geringen Auslastung ihrer Maschinen und zu hoher Betriebskosten in wirtschaftliche Schwierigkeiten. Die Fluggesellschaften Iberia und Aviaco, die zu diesem Zeitpunkt mit 60 Prozent bzw. 40 Prozent an dem Unternehmen beteiligt waren, lehnten eine weitere finanzielle Unterstützung ab. Stattdessen wurde das Streckennetz der Transeuropa im Jahr 1982 von Aviaco übernommen und die Gesellschaft aufgelöst. Die im Herbst 1982 gegründete Charterfluggesellschaft Hispania erwarb vier Caravelle des Unternehmens, mit denen sie ihren Betrieb am 28. April 1983 aufnahm.

## Flotte
- Douglas DC-4 und C-54
- Douglas DC-7 und DC-7C
- Fokker F-27-600
- Sud Aviation Caravelle 10R und 11R